# Jean Jacques Laveran
Pour les articles homonymes, voir Laveran.
Jean Jacques Laveran, né le 24 juin 1753 à Carbonne (Haute-Garonne) et mort le 15 mars 1821 dans la même ville, est un militaire français de la Révolution et de l'Empire, qui fut également maire de sa commune de naissance.

## États de service
Il entre en service le 21 mars 1774, comme soldat au régiment du Dauphin dragons, il y devient brigadier le 3 octobre 1780, fourrier le 11 du même mois, maréchal des logis le 21 mars 1782, et porte guidon le 2 septembre 1784.
Le 17 mars 1791, il obtient le grade de sous-lieutenant, et le 15 septembre suivant celui de lieutenant. Il reçoit son brevet de capitaine le 17 juin 1792, et il fait les campagnes de 1792 à l'an II, aux armées des Ardennes et du Nord. Le 1er mai 1793, près de Valenciennes, il soutient la retraite de sa division contre un ennemi très supérieur en nombre. Il fournit pendant cette journée plusieurs charges vigoureuses et a un cheval tué sous lui.
Il est nommé chef d'escadron le 29 juillet 1794, et le 18 du même mois il commande le régiment dans une reconnaissance avec le général Boyé. Enveloppé de toutes parts par un corps de 1 000 chevaux, commandé par le général Clairfayt en personne, il soutient pendant trois heures, les efforts réitérés de l’ennemi sans se laisser entamer, et parvient à se faire un passage les armes à la main.
Passé à l’armée de Sambre-et-Meuse, il y sert en l’an III et en l’an IV. Le 2 septembre 1796, près de Nuremberg, un escadron du 7e régiment de dragons et 100 hommes du 7e régiment de cavalerie, sont vigoureusement repoussés par une forte colonne de cavalerie autrichienne. À la tête des trois autres escadrons de son régiment qu’il commande, le commandant Laveran, charge l’ennemi, le culbute, lui prend 15 hommes montés, et délivre les prisonniers qui étaient tombés entre ses mains.
Il est promu chef de brigade le 21 mars 1797, et de l’an V à l’an IX, il sert aux armées d’Allemagne, d’Angleterre, d’Italie et de réserve. Le 25 décembre 1800, il se trouve au passage du Mincio, lorsque l’infanterie étant repoussée, il charge en fourrageurs à la tête de 100 hommes et arrête l’ennemi, qu’il force même à battre en retraite. Le même jour avec 3 sapeurs, il fait mettre bas les armes à un major autrichien et 32 grenadiers hongrois.
De l’an X à l’an XIII, il est employé à l’armée d’Italie et à l’armée de Naples. Il est fait chevalier de la Légion d’honneur le 11 décembre 1803, et officier de l’ordre le 14 juin 1804.Quelque temps après, il est désigné par l’Empereur, membre du collège électoral de la Haute-Garonne. Paralysé des deux bras, par suite des fatigues de la guerre, il sollicite et obtient sa mise à la retraite le 13 novembre 1805.
Il est maire de Carbonne de 1807 à 1815.
Il meurt le 15 mars 1821, dans sa ville natale.

## Décoration
- Officier de la Légion d'honneur (1804)

## Sources
- A. Lievyns, Jean Maurice Verdot, Pierre Bégat, Fastes de la Légion-d'honneur, biographie de tous les décorés accompagnée de l'histoire législative et réglementaire de l'ordre, Tome 3, Bureau de l’administration, 1844, 529 p. (lire en ligne), p. 263.
- « Cote LH/1506/5 », base Léonore, ministère français de la Culture
- René Marie Timoléon de Cossé-Brissac, Historique du 7e régiment de dragons, éditeur Leroy, 1909, p. 136.
- Danielle Quintin et Bernard Quintin, Dictionnaires chefs de brigade, colonels et capitaine de vaisseau de Bonaparte, Paris, S.P.M., 2012, 452 p. (ISBN 978-2-901952-91-6, lire en ligne), p. 41-42
- Léon Hennet, Etat militaire de France pour l’année 1793, Siège de la société, Paris, 1903, p. 259.